# نظم قلبي احتضاري
نظم قلبي احتضاري هو شكلٌ من توقف الانقباض، وعادةً ما يكون أصلهٌ بطينيًا. أحيانًا قد تُشاهَد الموجة بي ومركب كيو آر إس في مخطط كهربائية القلب. يميلُ المركب إلا أن يكون عريضًا وغريبًا في مظهره التشكلي.
يُعامل النظم القلبي الاحتضاري سريريًا على أنهُ توقفٌ في الانقباض، ويجب معالجته كذلك باستعمال الإنعاش القلبي الرئوي وإعطائه الأدرينالين وريديًا. كما هو الحال في توقف الانقباض، فإنَّ مآل المريض الذي يُظهر النظم يكون سيئًا جدًا، وأحيانًا يظهر النظم بعد توقف الانقباض أو بعد فشل محاولة الإنعاش.